# Apotropina speculariforns
Apotropina speculariforns är en tvåvingeart som först beskrevs av Günther Enderlein 1911.  Apotropina speculariforns ingår i släktet Apotropina och familjen fritflugor. Inga underarter finns listade i Catalogue of Life.